# Victor Sosnora
Victor Alexandrovitch Sosnora (en russe : Виктор Александрович Соснора) est un poète, nouvelliste, dramaturge et traducteur soviétique puis russe né le 28 avril 1936 à Aloupka en Crimée (URSS) et mort à Saint-Pétersbourg (Russie) le 13 juillet 2019.

## Biographie
À un an et demi, en 1938, Victor Sosnora fut hospitalisé dans une clinique pour une tuberculose osseuse où les docteurs faillirent l'amputer d'un bras et d'une jambe .
Pendant la Grande guerre patriotique, il passa un an à Leningrad, de 1941 à 1942, avec son père, un acrobate aérien professionnel et colonel de réserve qui avait été mobilisé pour commander des troupes à skis et sa mère, ingénieur d'usine. Pour qu'il ne subisse pas les horreurs du siège on l'évacua dans le Kouban chez sa grand-mère une estonienne. C'est là qu'il commença à écrire en se servant d'un bâton pour tracer sur l'argile des chemins les paroles de ses poèmes qui disparaissaient à la première averse. Peu après son arrivée, les Allemands envahirent la région et il fut capturé à trois reprises par la Gestapo mais à cause de son jeune âge, il fut relâché à chaque fois. Sa grand-mère pensa qu'il serait plus en sécurité au milieu d'un détachement de partisans à la tête duquel était son oncle. Les nazis les capturèrent et le jeune Victor fut témoin de leur exécution. Il survécut car blessé à la tête par des éclats d'obus il put se faire passer pour mort. Après la guerre Sosnora rejoignit son père à Varsovie où il reçut sa toute première éducation en polonais. Par la suite, il apprit la plupart des langues slaves puis le grec, le latin et plusieurs langues d'Europe de l'Ouest. À Lviv, il suivit les cours d'une école de sport et étudia la musique à l'Institut des Arts Appliqués.
Il revint à Leningrad, effectua son service militaire de 1955 à 1958 et ensuite pendant qu'il travaillait en tant que serrurier dans une usine métallurgique, il étudia à la Faculté de Philosophie de l'Université d'État de Leningrad. Son premier poème fut publié en 1958 selon les uns, en 1960 selon d'autres, pendant le « Dégel » auquel il participa avec d'autres poètes comme Joseph Brodsky, Alexandre Kouchner, etc. En 1962 fut édité L'Averse en Janvier avec une préface de Nicolas Asséev. En 1965, il fit publier Triptyque dédié à Nikolaï Asseïev et la même année, au IVe congrès des écrivains soviétiques, il soutint le contenu de la lettre que Soljenitsyne leur avait adressée et lut un article de l'encyclopedie Krougosvet qui disait qu'il n'était pas édité à la suite de considérations politiques et parce que sa poésie était extrêmement compliquée.
Malgré sa mise à l'écart, il supporta stoïquement sa solitude et publia des livres sous le manteau en les ornant à l'encre de chine. En plus de l'écriture d'une quinzaine de recueils poétiques dont Retour à la mer publié en 1980 à Leningrad, il traduisit en russe Catulle, Oscar Wilde, Edgar Allan Poe, Louis Aragon, Allen Ginsberg, écrivit plusieurs recueils de nouvelles, neuf ?, comme Le Hollandais volant en 1979, La Maison de jours en 1990 et des pièces de théâtre semble-t-il.
Ainsi après avoir été découvert par les poètes futuristes et acméistes russes, pendant trente années il fut le guide des ateliers littéraires de la jeunesse de Leningrad. En 1970 et en 1979 il fit des conférences à Paris sur "Les sentiments poétiques dans l'ancienne Russie" et en 1987 aux États-Unis. En 1995, la plupart de ses œuvres écrites entre 1960 et 1980 furent imprimées sous sa direction sans en abandonner la présentation. En 1999, l'Académie de Littérature contemporaine russe lui décerna le prix Apollon Grigoriev pour le livre de poèmes Où allez-vous ? Et où y a-t-il une fenêtre ?.
Le 21 mars 2000, à la journée internationale de la poésie à Moscou, au Théâtre de la Taganka, il s'associa à d'autres poètes pour former un groupe, nommé DEPÔT, qui invita les poètes de langue française à les rejoindre. En 2002, on lui décerne le prix Palmyre du Nord dans la catégorie prose. En 2004, il est à nouveau récompensé avec le prix Andreï Biély et en 2006 ses œuvres poétiques complètes ont été éditées aux éditions Amphora à Saint-Pétersbourg (870 pages).
Il a été membre de l'Association des écrivains russes et de l'Académie russe de poésie à Moscou. Lauréat de nombreux prix en Russie et à l'étranger, ses œuvres sont traduites aux États-Unis, en Allemagne, en République tchèque, en Slovaquie, en Bulgarie, en Hongrie, en Italie, en France, etc. et certains de ses textes ont fourni les paroles de chansons mises en musique et interprétées entre autres par Victor Melnikov.

## Ouvrages
Une petite liste d'éditions d'œuvres de Victor Sosnora traduites en français : 
- Quinze poèmes, édition bilingue, traduits par Christian Mouze. Petite bibliothèque russe, Alidades, 1997.
- Poètes Russes d'Aujourd'hui, anthologie bilingue, La Différence.
- La Plage des bancs solitaires, Centre international de poésie Marseille, Le Refuge.
- Les Baladins, Fertilité, L'Automne de la fonderie, trois poèmes extraits de L'Averse de janvier traduits par Guillevic dans l'anthologie bilingue réunie par Elsa Triolet; Éditions Seghers.

Revues où figurent des œuvres ou des articles sur Victor Sosnora :
- Europe no 722/723 ; juin, juillet 1989. Perestroika et littérature.
- Europe no 842/843 ; juin, juillet 1999. Pouchkine. Article Victor Sosnora, le poète humilié.
- Poésie no 128/129 ; éditeur Belin, janvier 2010. On y trouve la traduction par Olga Belova et Jonathan Baillehache de La maison de jours.
- Les nouveaux cahiers de l'Est 1; éditeur P.O.L, avril 1991. On y trouve la traduction par Yves Mignot de Le livre des vacuités.